# Impatiens ecornuta
Impatiens ecornuta är en balsaminväxtart som beskrevs av Gerry Moore, Zika och Rushworth. Impatiens ecornuta ingår i släktet balsaminer, och familjen balsaminväxter. Inga underarter finns listade i Catalogue of Life.

## Bildgalleri

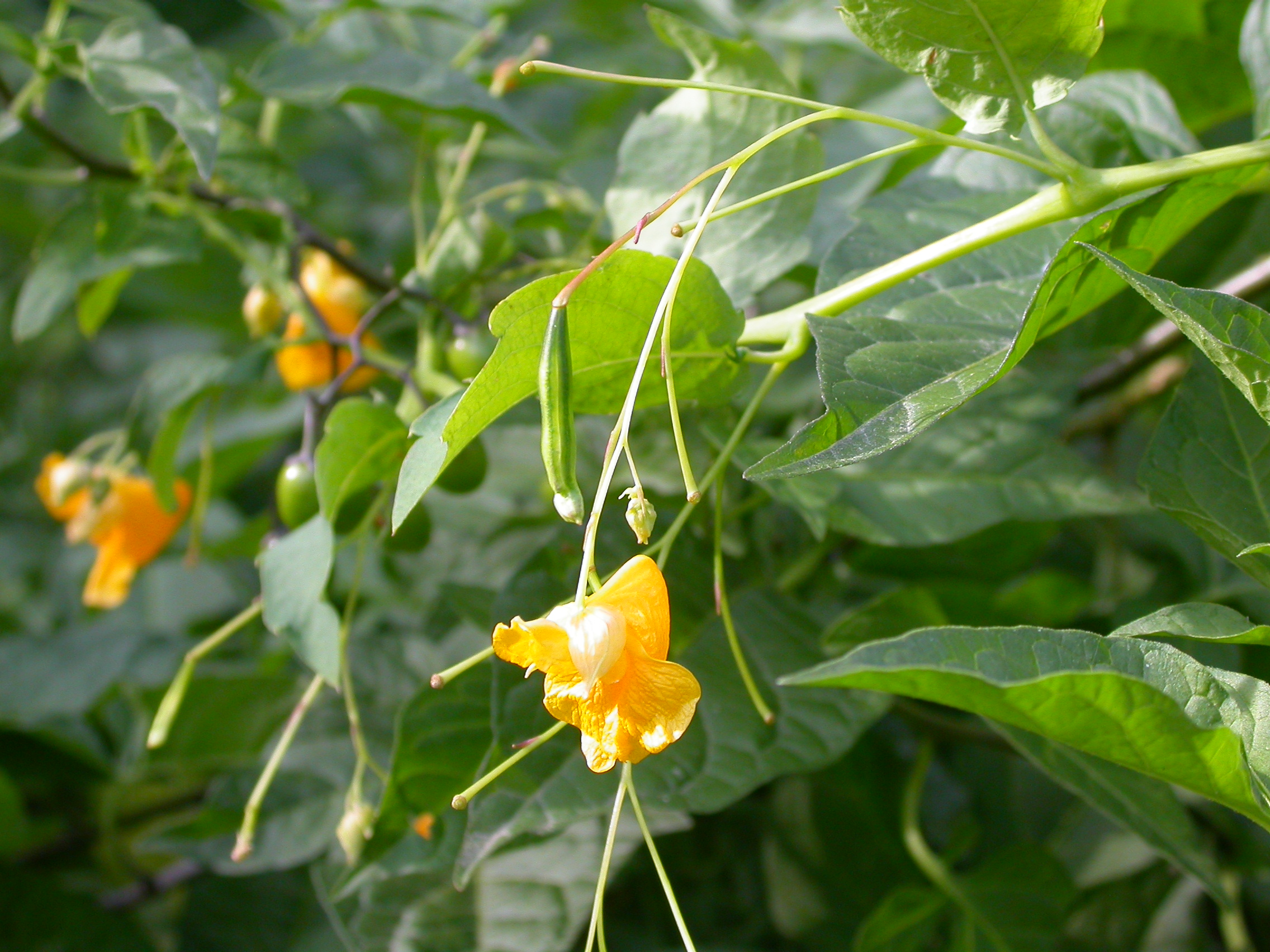
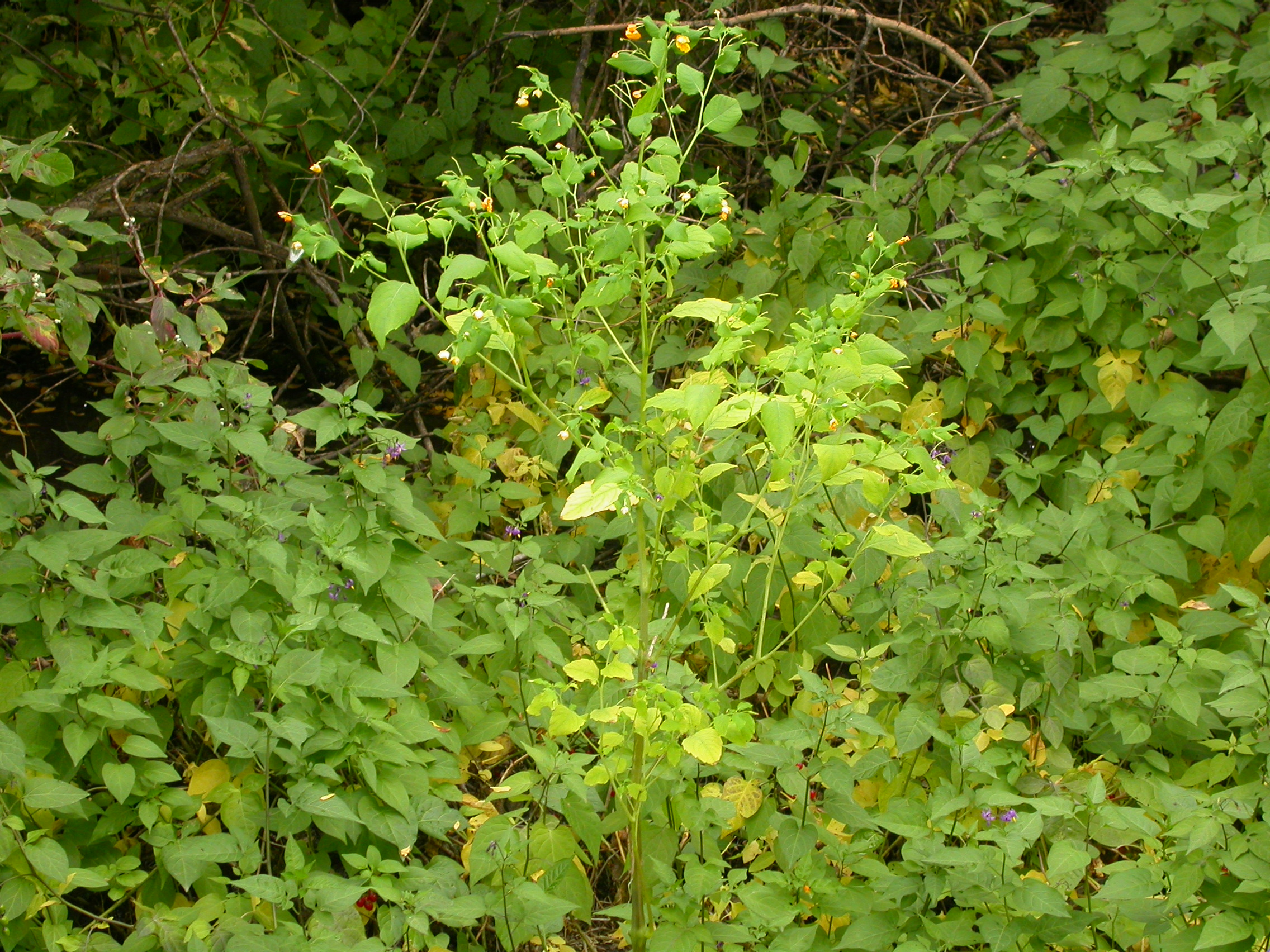
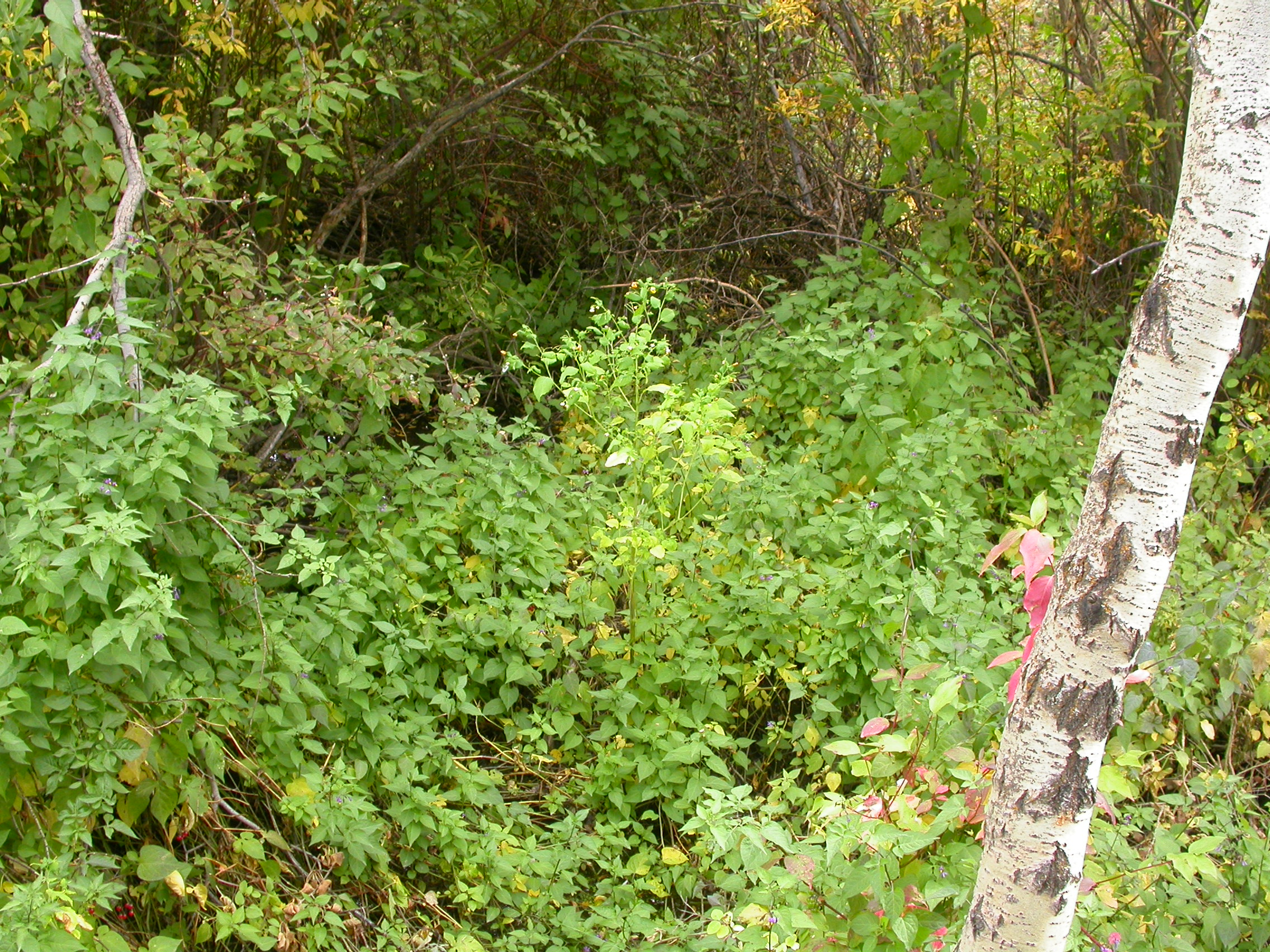
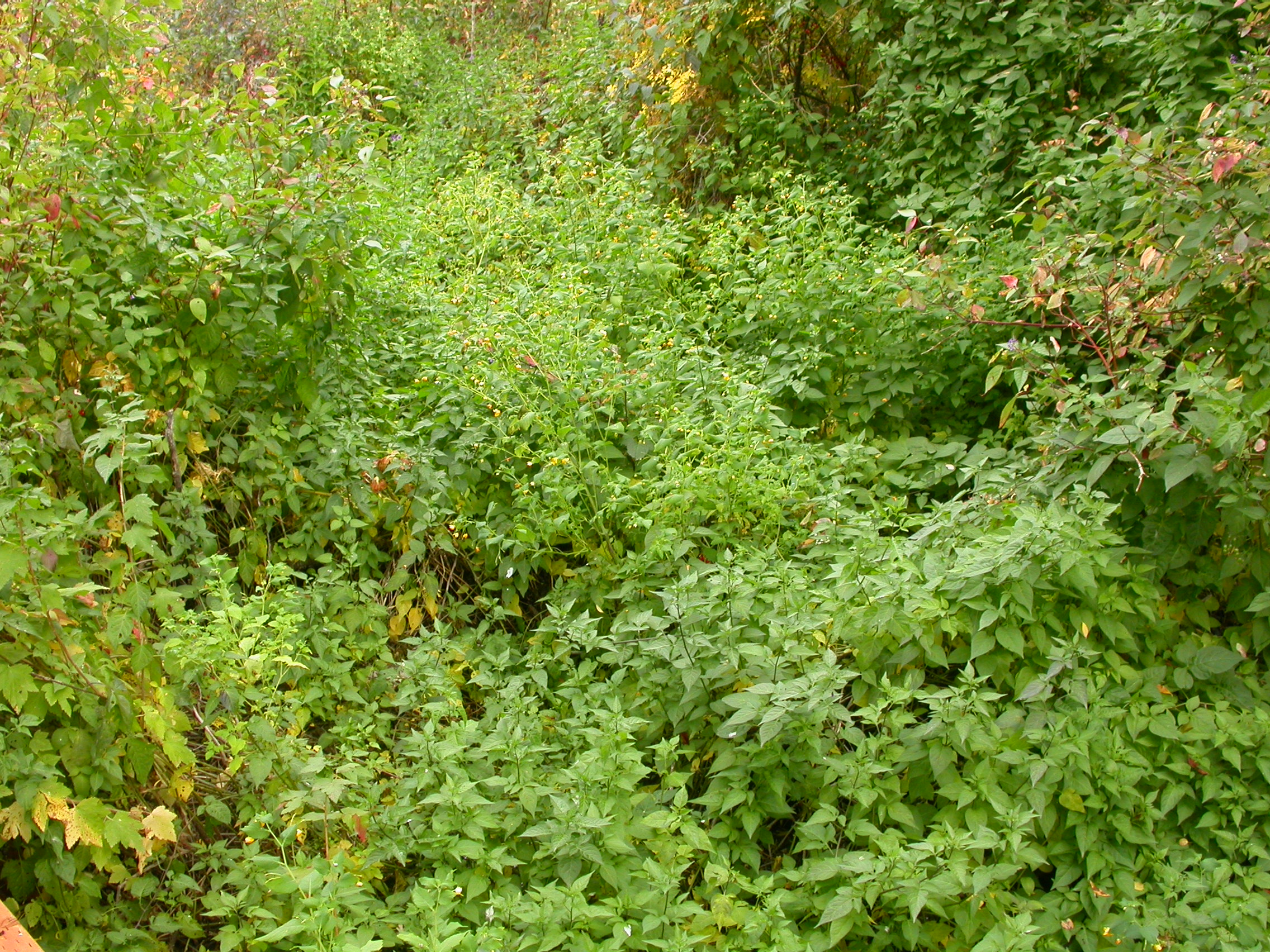
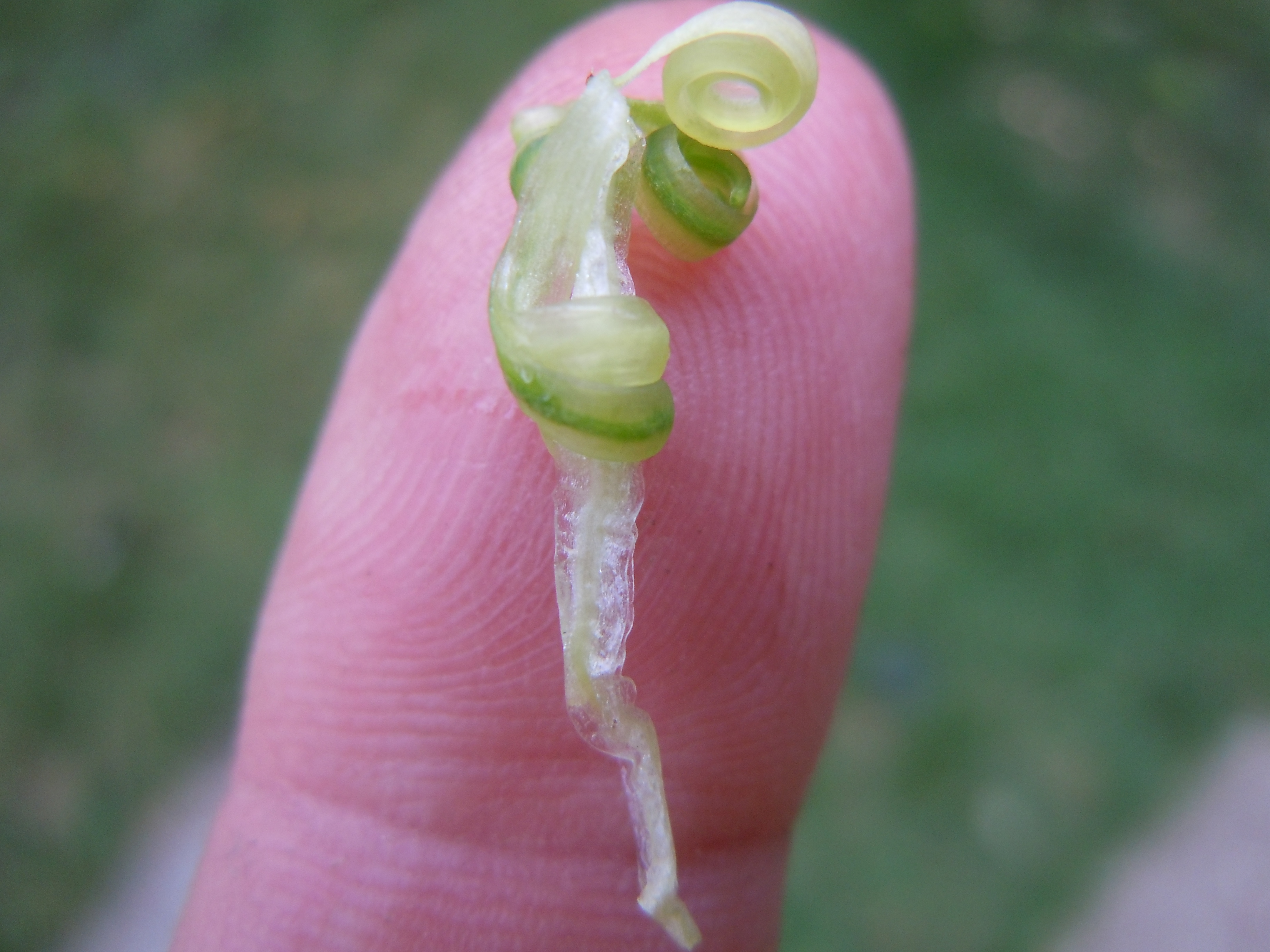
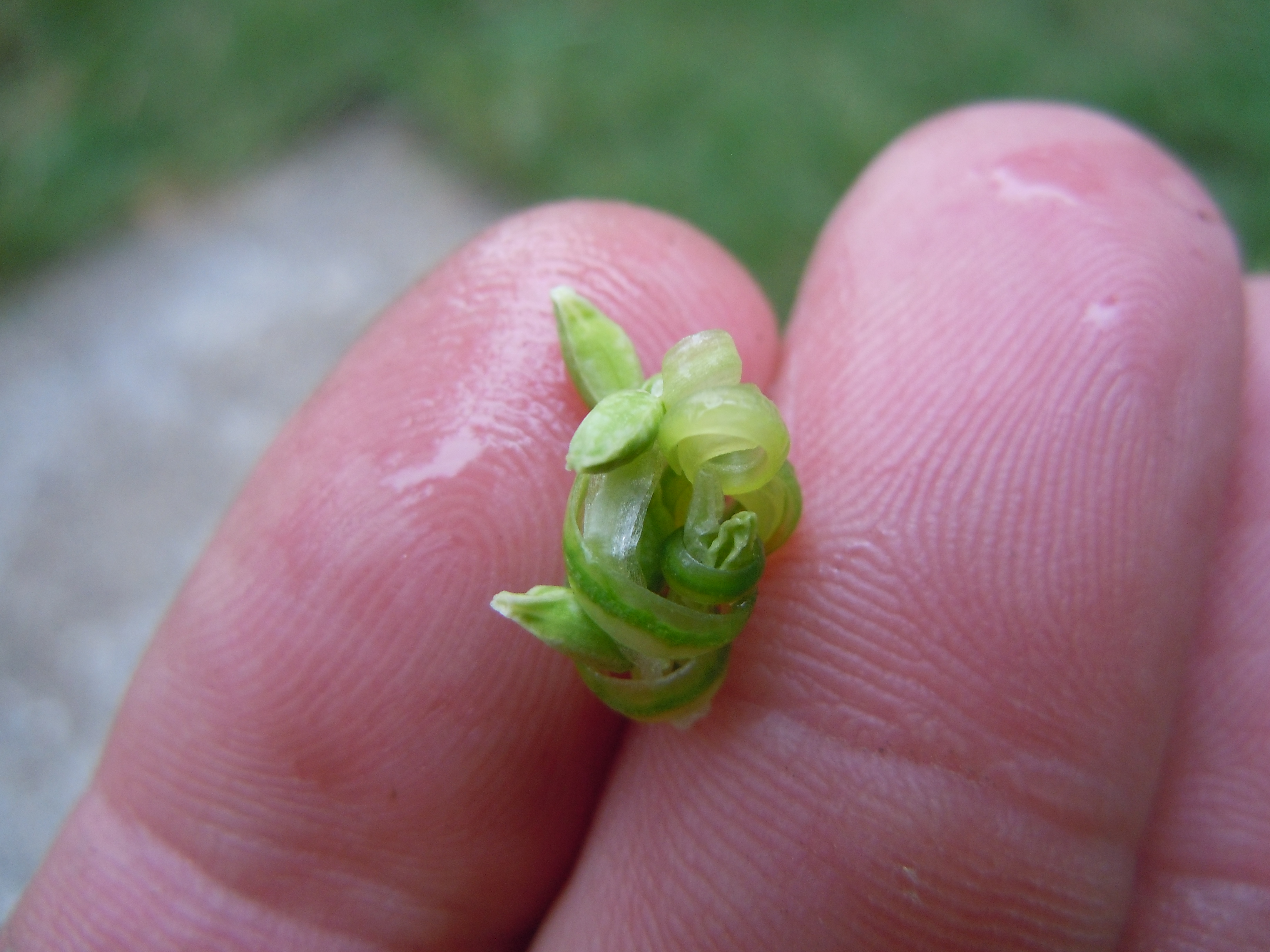